# Reederite-(Y)
La reederite-(Y) è un minerale.